# Quintin
Quintin (bretonsko Kintin) je naselje in občina v francoskem departmaju Côtes-d'Armor regije Bretanje. Leta 2009 je naselje imelo 2.844 prebivalcev.

## Geografija
Kraj leži v pokrajini Bretaniji ob reki Gouet, 19 km jugozahodno od središča Saint-Brieuca.

## Uprava
Quintin je sedež istoimenskega kantona, v katerega so poleg njegove vključene še občine Le Fœil, Le Leslay, Plaine-Haute, Saint-Brandan, Saint-Gildas, Le Vieux-Bourg in Saint-Bihy z 8.365 prebivalci.
Kanton Quintin je sestavni del okrožja Saint-Brieuc.

## Zanimivosti
- dvorec Château de Quintin s parkom iz 17. in 18. stoletja, sedež Quintinskega gospostva, francoski zgodovinski spomenik

## Pobratena mesta
- Perros-Guirec (Côtes-d'Armor).